# فرعان (إب)
فرعان هي إحدى قرى الجمهورية اليمنية. تتبع جغرافيا لمحافظة إب وإداريًا لمديرية العدين. يبلغ تعداد سكانها 1513 نسمة حسب الإحصاء الذي أجري عام 2004.